# Alois Laub
Alois Laub (31. prosince 1896, Rokycany – 19. února 1945, Brandenburg) byl ruský legionář, důstojník Československé armády a odbojář za 2. světové války.

## Život

### Rodina a mládí
Jeho rodina žila v domě č. 36/II v Rokycanech. Otec Josef byl sládek, matka Terezie pocházela z Divišova. Mezi jeho vzdálené příbuzné patřil houslista Ferdinand Laub.[zdroj⁠?!] Alois Laub se stejně jako jeho otec vyučil sládkovskému řemeslu.

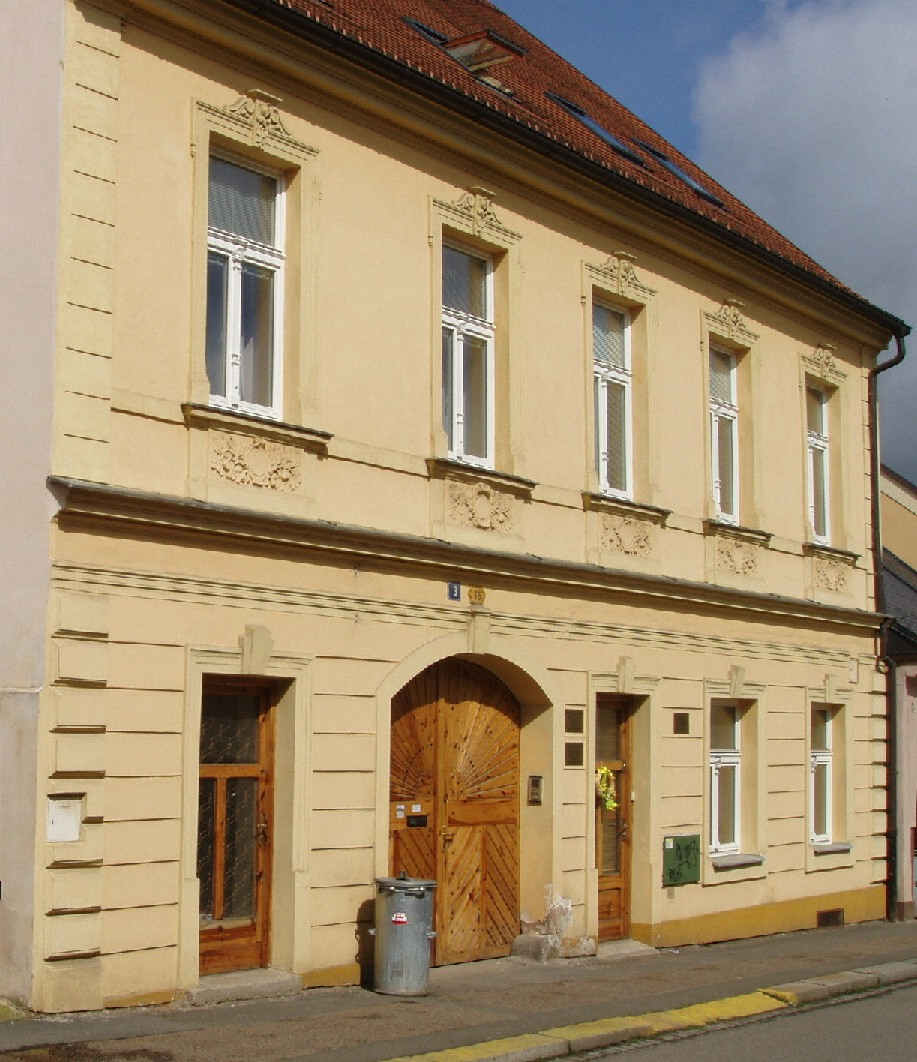
Na snímku není rodný dům v Rokycanech, ten byl zbourán v 70. letech 20. století, stál v prostoru dnešního Nerudova náměstí.

### 1915–1920

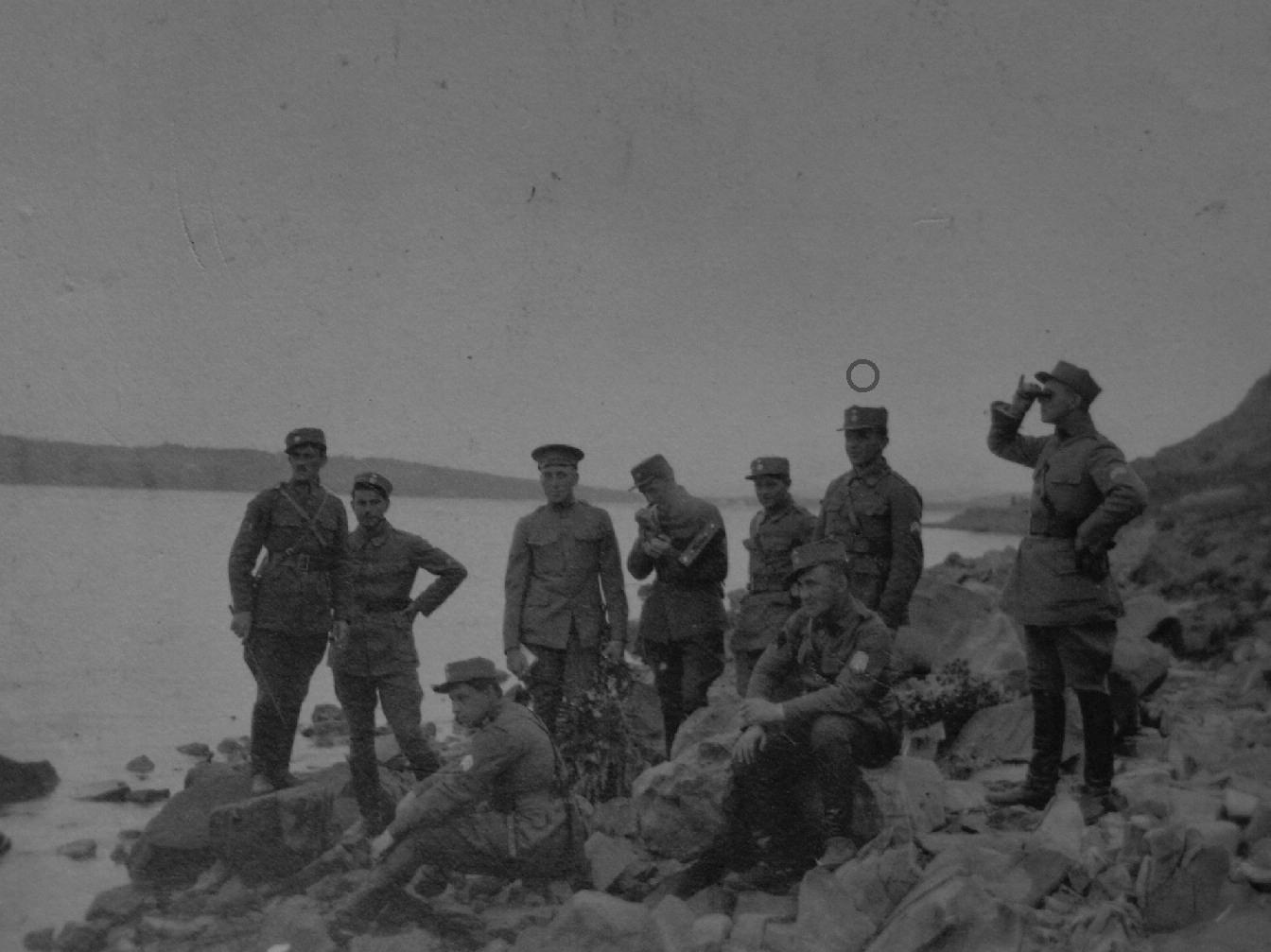
V čs. vojsku na Rusi, 1919

Roku 1915 byl odveden k 88. pěšímu pluku v Berouně, se kterým odjel na východní frontu. Dne 7. září 1915 přešel u Nastazova na ruskou stranu a byl zajat. Po ročním pobytu v zajateckém táboře, umístěném v balašovském újezdu u Saratova, se dne 9. září 1916 přihlásil do vznikajícího českého vojska, ke kterému byl zařazen jako příslušník 1. záložní roty 1. střeleckého pluku. Nedlouho poté, 30. října 1916, byl přeřazen ke 2. střeleckému pluku. Dne 28. prosince 1916 přijal pravoslaví a s tím i jméno Nikolaj. Na frontu se dostal jako svobodník na jaře 1917; je známo, že mezi 8. květnem a 2. červnem držel pozice na řece Stochodě. Od 24. června byl 2. střelecký pluk rozmístěn v okolí Zborova. Dne 2. července 1917 se zúčastnil zborovské bitvy, ve stejném roce bojoval u Volosovky a u Kyjeva. V roce 1918 bojoval v bitvě u Bachmače. Mezitím byl povýšen a stal se velitelem čety.

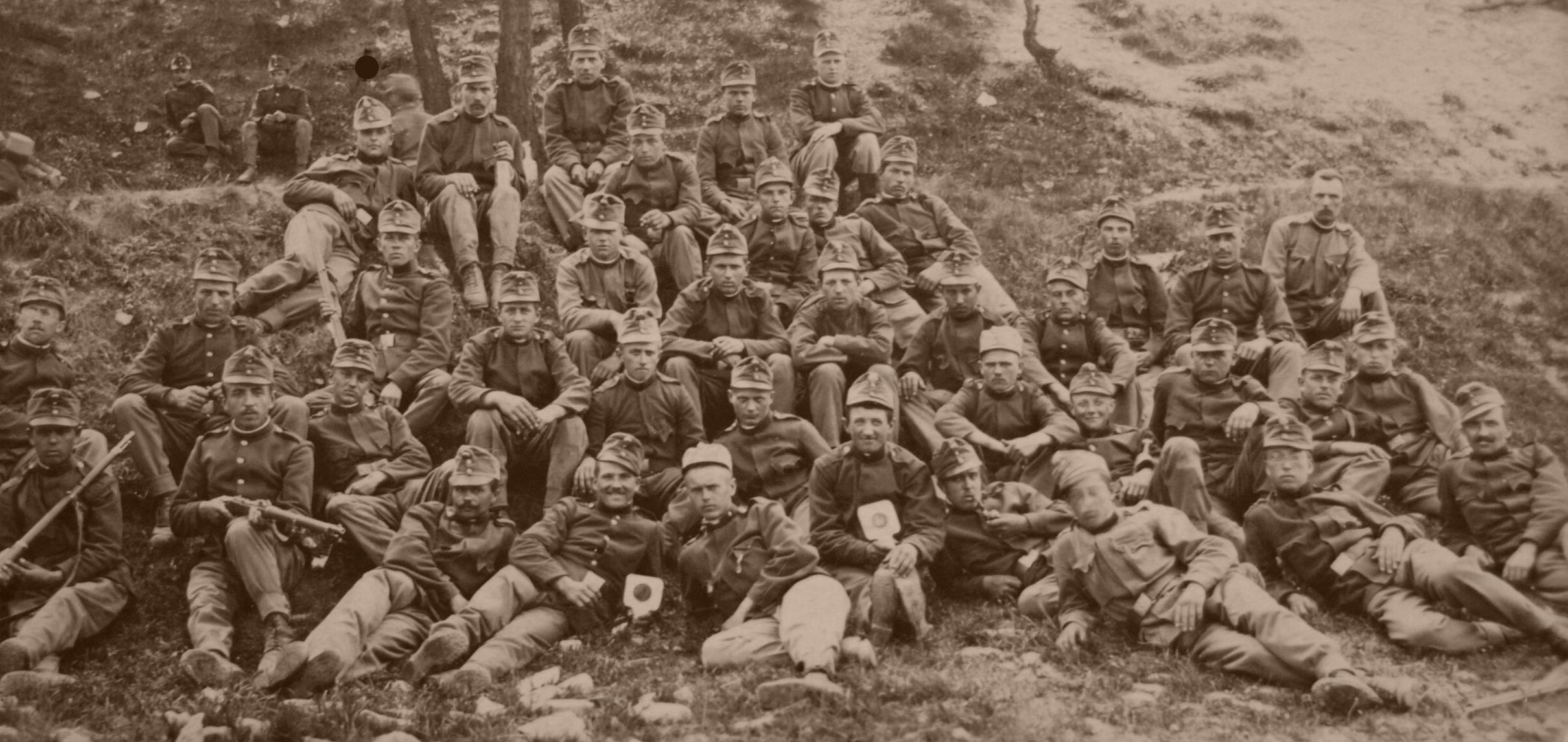
Při výcviku u 88. pluku, rok 1915

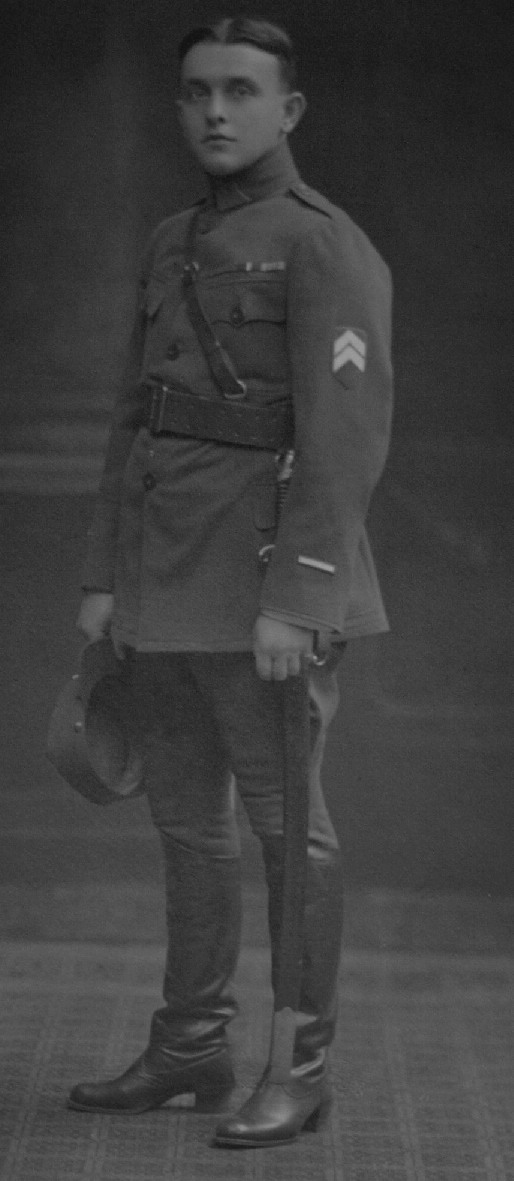
Po návratu z Ruska, 1920

Během anabáze československých legií v Rusku byl roku 1919 vyslán do důstojnické školy ve Sljuďance u Bajkalu. 28. září 1919 byl povýšen do hodnosti podporučíka. Následně byl převelen k 11. pěšímu pluku Františka Palackého, se kterým se dostal do Vladivostoku. Odtud již jako nadporučík odplul 7. června 1920 s 31. transportem československých legií na lodi Teuger přes Singapur, Suez do Terstu (příjezd 28. července 1920) a vrací se do vlasti. Za službu v československých legiích byl vyznamenán Československým válečným křížem 1914–1918, ruským Křížem Svatého Jiří IV. stupně (rozkazem 2. stř. pluku č. 658 ze dne 23. prosince 1917) a francouzským Křížem 1914–1918 s palmou (rozkaz 3. střelecké divize č. 65/1920). Dále obdržel Revoluční medaili (č. dekretu 38684) a Medaili vítězství (dekret č. 14698).

### 1920–1939

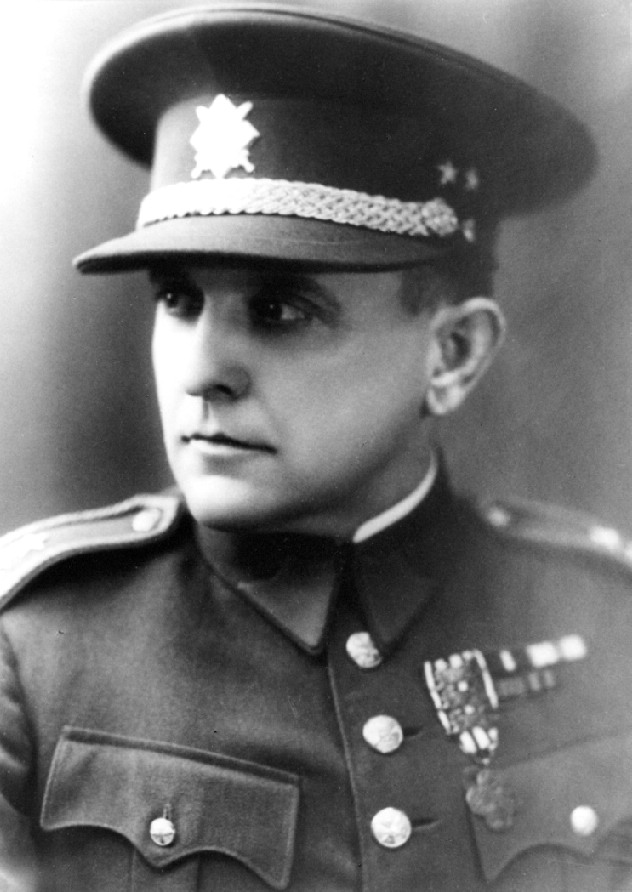
V době služby v Písku, patrně rok 1936

Po návratu do vlasti zůstal u 11. pěšího pluku a sloužil v Písku. Dne 1. listopadu 1920 byl povýšen do hodnosti kapitána. Dne 24. července 1922 uzavřel sňatek s Annou Marií, roz. Laubovou.[zdroj?] V listopadu byl převelen do Prachatic ke 3. praporu 11. pluku. Manželé Laubovi bydleli na Dolním předměstí ve Vodňanské ulici č. 48 v domě koželuha Františka Soukupa. V Prachaticích se jim narodily děti Zdeněk (1923) a Marie (1927). Nejmladší syn Milan (1935) se narodil v Praze. Dne 8. července 1926 byl povýšen do hodnosti štábního kapitána. Roku 1928 byl převelen do Písku, kde setrval až do srpna 1937. Dne 1. ledna 1936 byl povýšen do hodnosti majora. Pro své schopnosti byl vybrán k nově vznikajícímu hraničářskému pluku 4 v Hlučíně, kam byl převelen 16. srpna 1937 a kde sloužil jako pobočník velitele.
Po přijetí Mnichovské dohody byl tento útvar rozpuštěn, poté nastoupil službu u 47. pěšího pluku v Mladé Boleslavi. Po vzniku Protektorátu a rozpuštění armády byl 1. července propuštěn do civilu. Po rekvalifikaci nastoupil dne 17. listopadu 1939 jako vrchní účetní tajemník u Okresního úřadu v Příbrami. S rodinou obýval byt ve vile v části Příbram II, v dnešní Mánesově ulici č. 350.

### 1939–1945

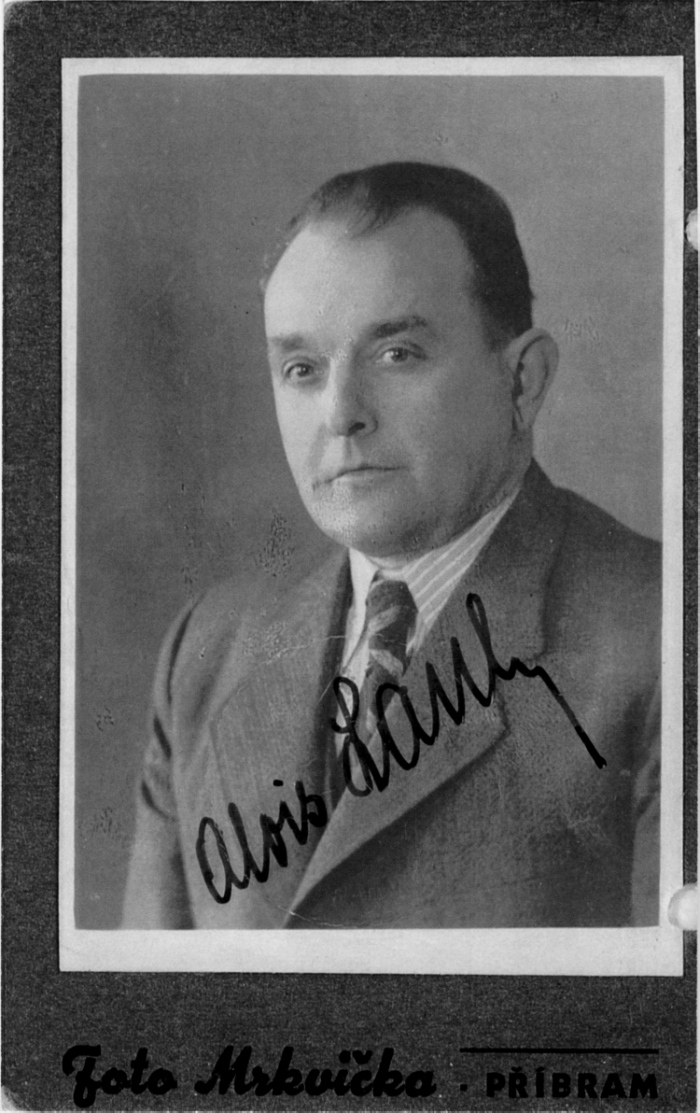
Portrét z podzimu roku 1939

Po příchodu do Příbrami se Alois Laub zapojil do činnosti odbojové organizace Obrana národa. Velitel Obrany národa ve středních a severozápadních Čechách generál František Kravák jej v prosinci 1939 pověřil vybudováním odbojové organizace na úrovni praporu, která by byla v případě plánovaného povstání schopna převzít moc v Příbrami. Na vlastní žádost byl penzionován a mohl se tak naplno věnovat odbojové činnosti.

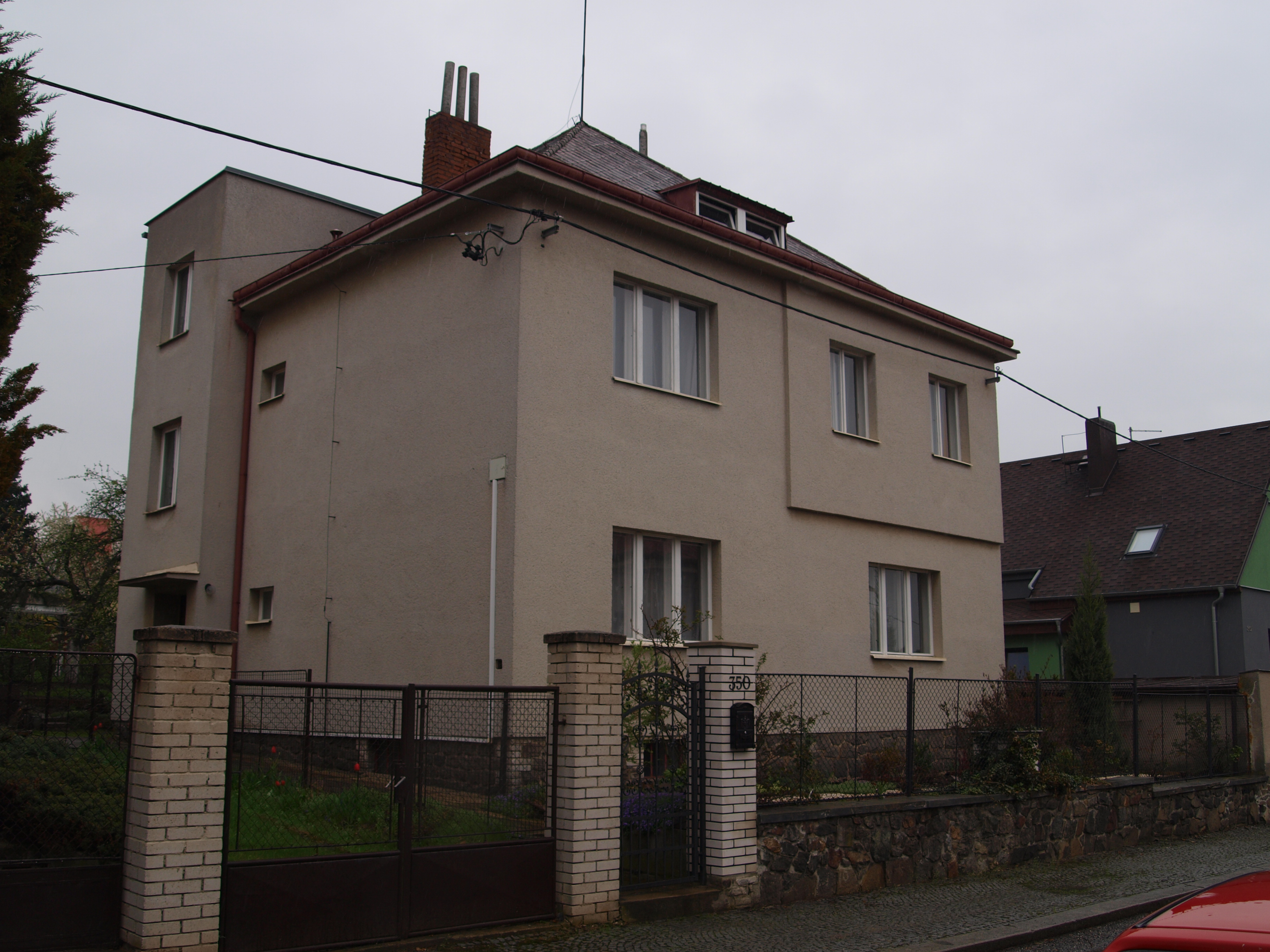
Dům v Příbrami, ve kterém byl Alois Laub v listopadu 1943 zatčen

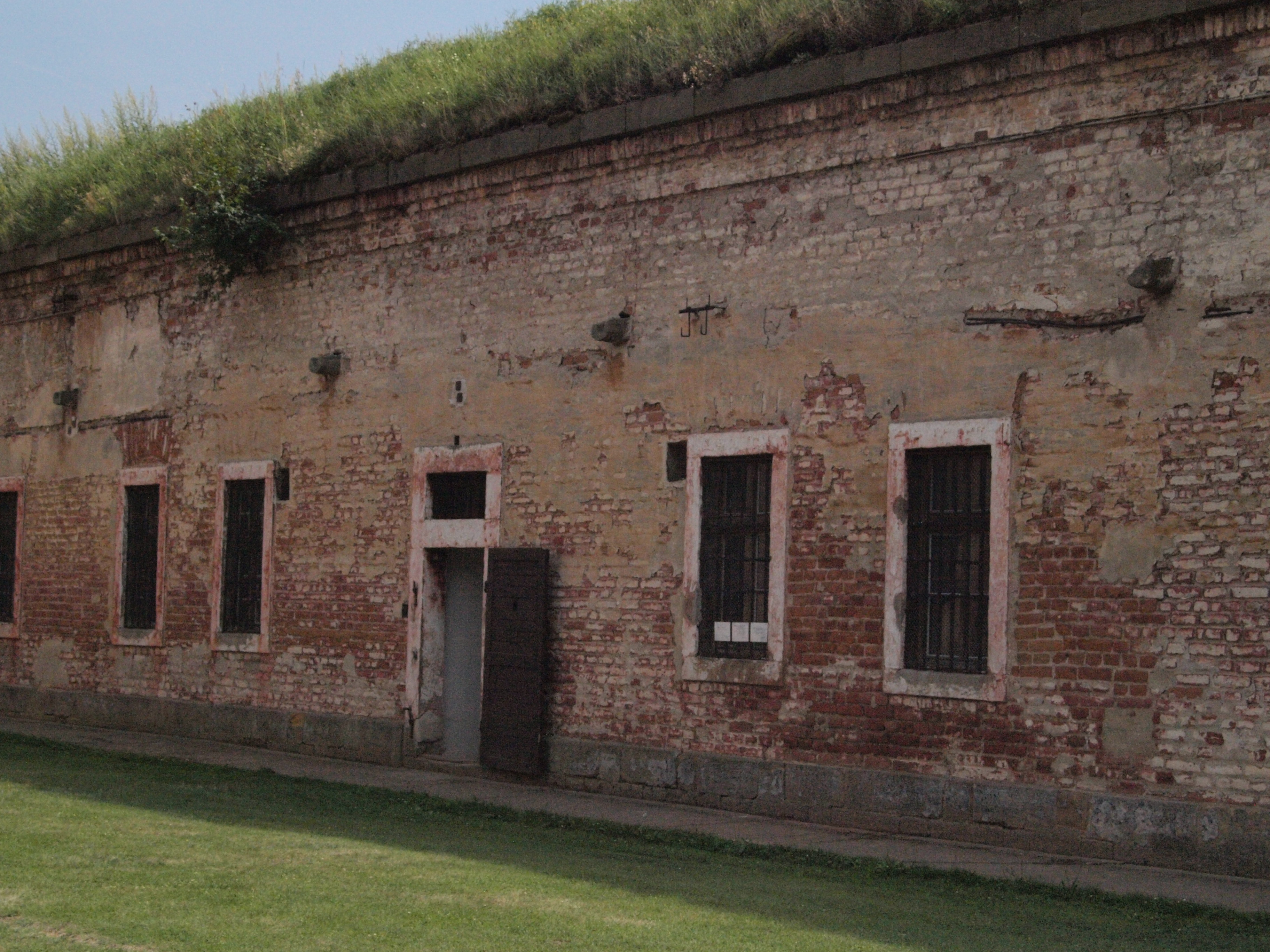
Společný vchod do cel 18, 19 a 20 v terezínské Malé pevnosti

Odbojová skupina, kterou řídil, měla název Oliver (toto krycí jméno používal i sám Laub). Členové skupiny Oliver shromažďovali zbraně a výbušniny, tiskli letáky a další tiskoviny, prováděli zpravodajskou činnost (podle obžalovacího spisu byly získány např. i podrobnosti o pevnostních stavbách u Narviku v Norsku, a to prostřednictvím stavebního dělníka, který se z Norska vrátil na dovolenou). Ukrývali pronásledované osoby a stavěli pro ně úkryty v lesích. Členové skupiny prováděli v roce 1943 i sabotáže - jednou z prvních bylo dne 10. června poškození nákladní lanovky, dopravující rudu z dolu Bohutín do úpravny na Březových Horách. Dne 10. července 1943 provedli odbojáři z Oliveru odstřel skály u Srbska, následkem toho byl na několik dní zastaven provoz na trati Praha – Plzeň. Týden předtím, dne 3. července 1943, byl proveden neúspěšný atentát na Kurta Daluegeho poblíž Voznice na Dobříšsku.

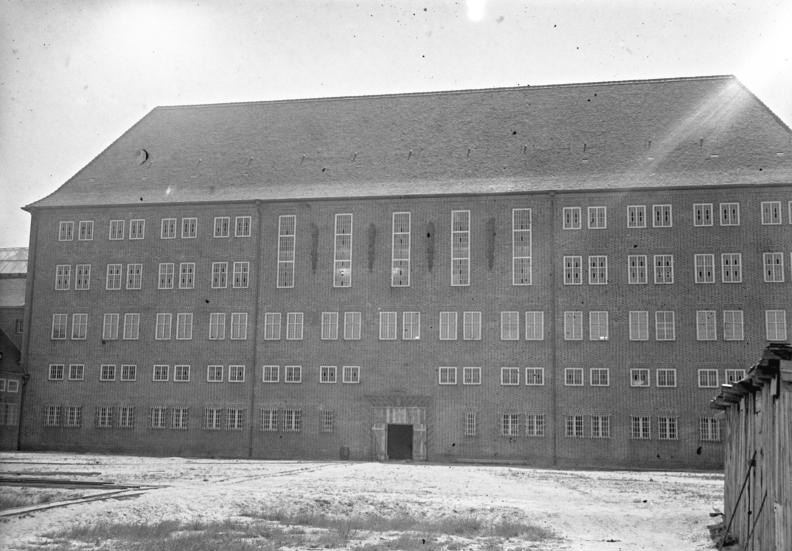
Hlavní budova věznice v Brandenburgu

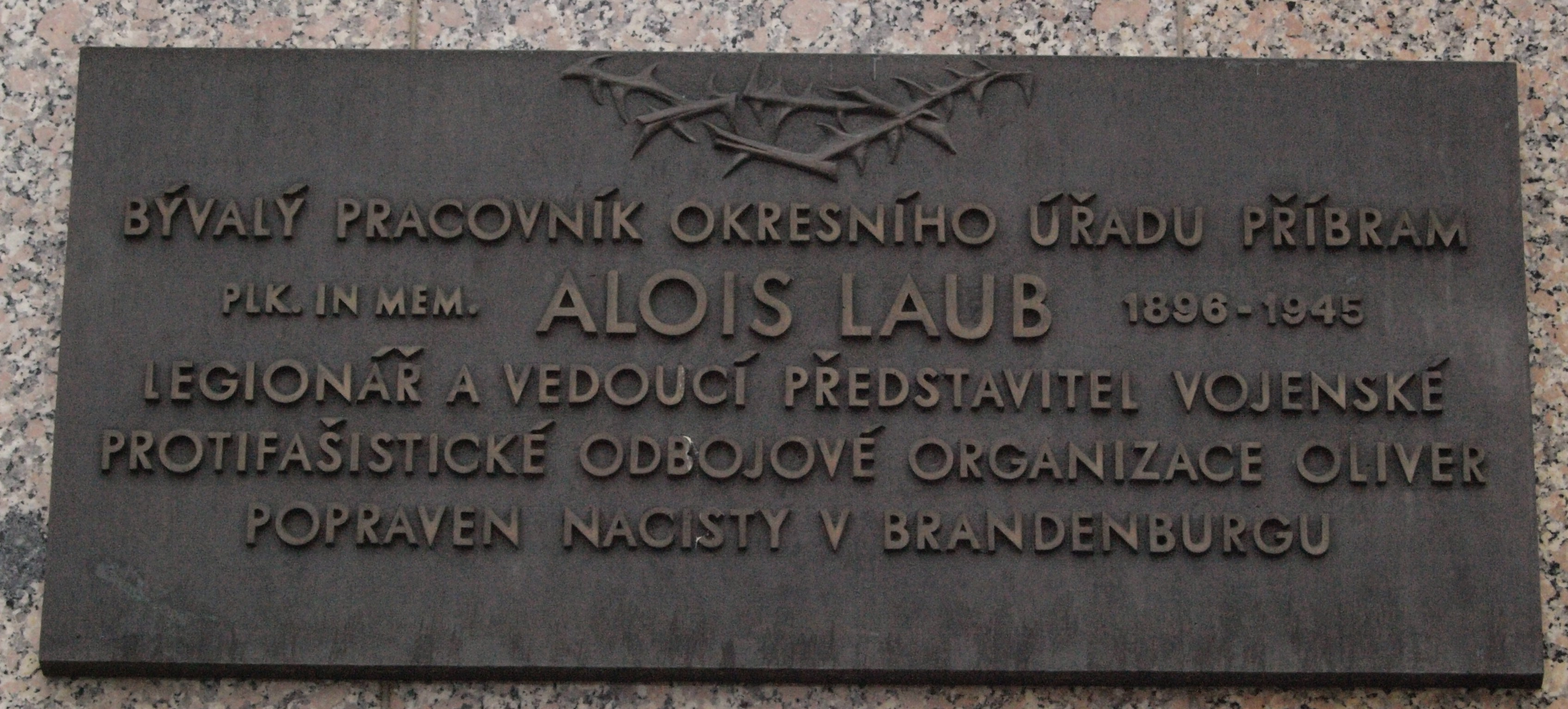
Pamětní deska Aloise Lauba v Příbrami

Na příkaz londýnské vlády došlo v průběhu roku 1943 ke sloučení odbojových skupin pod Krajský národní revoluční výbor pro oblast Středních Čech. Gestapu se však podařilo nasazeným konfidentem do této organizace proniknout a dne 13. listopadu byl Laub společně s dalšími spolupracovníky zatčen. V dalších dnech bylo na Příbramsku zatčeno celkem 165 osob. Jeho rodina se odstěhovala na Březové Hory č. 284, tedy na faru u kostela sv. Vojtěcha, kde byl farářem bratr Anny Laubové Jakub.
V Táboře byl Alois Laub s ostatním zatčenými vyslýchán gestapem (úřadovna sídlila v dnešní ulici Politických vězňů č. 1 631), poté byl v dubnu 1944 převezen do Malé Pevnosti v Terezíně. Zde byl zadržován v celách 14, 18 a 20.
V červnu 1944 byl převezen do věznice v Gollnově u Štětína (dnes Goleniów v Polsku), kde byl 17. listopadu téhož roku odsouzen společně s dalšími spolupracovníky k trestu smrti. Po odsouzení byl držen ve věznicích v Berlíně a v Brandenburgu, kde byl 19. února 1945 spolu s patnácti spolupracovníky z odboje popraven.
Posmrtně byl povýšen do hodnosti plukovníka a byl mu udělen Československý válečný kříž 1939–1945. Dne 8. května 2000 jej prezident Václav Havel povýšil in memoriam do hodnosti brigádního generála. Památku Aloise Lauba připomíná i deska, odhalená v březnu 1998 na příbramském náměstí T. G. Masaryka.

## Vyznamenání
- Kříž Sv. Jiří [2], IV.. stupeň, 1917 (Rusko)
- Croix de guerre, s palmou, 1920 (Francie)
- Československý válečný kříž 1939 in memoriam
- Československý válečný kříž 1914-1918
- Československá medaile Vítězství
- Československá revoluční medaile